# Gungu (langue)
Pour les articles homonymes, voir Gungu.
Le gungu est une langue bantoue parlée en Ouganda.

## Écriture
| a  | aa | b  | b̯ | bb | c | d  | e | ee  | f  | g | h  | i |
| ii | i̱  | i̱i̱ | j | k  | l | m  | n | ngh | ny | o | oo | p |
| r  | s  | t  | u | uu | u̱ | u̱u̱ | v | w   | y  | z |    |   |